# Thomas Harris
Thomas Harris (ur. 22 września 1940 w Jackson) – amerykański dziennikarz i pisarz, autor thrillerów psychologicznych.

## Życiorys
Harris urodził się w Jackson w stanie Tennessee. We wczesnym dzieciństwie przeniósł się wraz z rodziną do Rich w stanie Missisipi. W szkole podstawowej był zamknięty w sobie i większość wolnego czasu spędzał na czytaniu książek. Dopiero podczas nauki w liceum stał się bardziej otwarty na otoczenie. W czasie studiów na Baylor University rozpoczął karierę dziennikarską w gazecie „Waco Tribune-Herald”, w której jako nocny reporter zajmował się tematyką kryminalno-policyjną. W 1964 – po ukończeniu studiów – podróżował po Europie. W 1968 przeniósł się do Nowego Jorku i do 1974 pracował w agencji prasowej Associated Press. Był też recenzentem publikującym w wielu czasopismach.

### Życie prywatne
Podczas studiów ożenił się z koleżanką z uniwersytetu, z którą ma córkę – Anne. Rozwiódł się w latach 60. Od wielu lat jego partnerką życiową jest wydawczyni – Pace Barnes. Obecnie mieszka z nią w Miami na Florydzie. Ma też letni dom w Sag Harbor w stanie Nowy Jork.

## Twórczość
Thomas Harris ma w swym dorobku kilka powieści sensacyjnych. Książki Czerwony smok i Milczenie owiec powszechnie uznano za najwybitniejsze thrillery psychologiczne końca XX wieku. Filmowa wersja Milczenia owiec w reżyserii Jonathana Demme z Anthonym Hopkinsem i Jodie Foster została nagrodzona pięcioma Oscarami. Powieść Czerwony smok doczekała się dwukrotnej ekranizacji: Łowca (1986) w reżyserii Michaela Manna i Czerwony smok (2002) w reżyserii Bretta Ratnera.

### Powieści
- Black Sunday (1975) – wyd. pol. Czarna niedziela, Amber 1991, tłum. Danuta Kozicka
- Red Dragon (1981) – wyd. pol. Czerwony smok, Amber 1990, tłum. Andrzej Marecki, ekranizacje: 1986, Michael Mann i 2002, Brett Ratner
- The Silence of the Lambs (1988) – wyd. pol. Milczenie owiec, Amber 1990, tłum. Andrzej Szulc, ekranizacja - 1991, Jonathan Demme
- Hannibal  (1999) – wyd. pol. Hannibal, Amber 1999, tłum. Jerzy Kozłowski, ekranizacja - 2001, Ridley Scott
- Hannibal Rising (2006) – wyd. pol. Hannibal po drugiej stronie maski, Amber 2007, tłum. Jan Kraśko, ekranizacja - 2007, Peter Webber
- Cari Mora (2019) – wyd. pol. Cari Mora, Agora 2019, tłum. Jan Kraśko